# Taiga dell'isola di Sachalin
L'ecoregione della taiga dell'isola di Sachalin (codice ecoregione: PA0607) copre la maggior parte di quest'isola, la più grande della Russia, separata dalla terraferma dal Mare di Ochotsk e dal Mar del Giappone. La regione è caratterizzata da un paesaggio di taiga e foreste miste di conifere e latifoglie, con boschi misti di larici alle quote più basse e macchie di arbusti alle quote più elevate. La vegetazione è influenzata da un clima marittimo relativamente più caldo di quello della più fredda taiga continentale della Siberia, ad ovest. Sachalin è un'isola lunga 1000 km e larga 200, che durante l'inverno è collegata alla terraferma da ponti di ghiaccio; pertanto condivide con il continente varie specie di flora e fauna. Appartiene all'ecozona paleartica e quasi interamente al bioma della taiga e ha un clima continentale umido con estati fresche. Copre una superficie di 72493 km².

## Territorio
La taiga dell'isola di Sachalin copre quasi tutta l'isola, ad eccezione dell'estrema punta sud-occidentale, dove il clima più caldo consente lo sviluppo di una copertura forestale con prevalenza di latifoglie. L'isola è pianeggiante a nord, mentre la parte meridionale, che copre il 70% della superficie, è montuosa. Le montagne si dividono in due catene distinte: la Catena Orientale e quella Occidentale.
L'altitudine svolge un ruolo importante nel determinare il tipo di copertura forestale. L'isola si estende a nord di Hokkaidō, la più settentrionale delle isole principali del Giappone, dalla quale dista 42 km, ed è separata dalla terraferma dal Mare di Ochotsk a nord, dal Mar del Giappone a sud e dallo stretto dei Tartari nel punto più stretto (8 km). Ad est si estende l'Oceano Pacifico e a nord il Mare di Ochotsk. Le montagne non sono troppo elevate, presentando un'altitudine media di 500-800 metri.

## Clima
L'ecoregione ha un clima subartico senza stagione secca (Dfc secondo la classificazione dei climi di Köppen), caratterizzato da estati miti (con solo 1-3 mesi con temperatura media superiore ai 10 °C) e inverni freddi e nevosi (con temperatura media del mese più freddo sotto i -3 °C). La calda corrente di Tsushima scorre lungo il lato sud-occidentale dell'isola, mentre la fredda corrente del Mare di Ochotsk ne raffredda la parte settentrionale.
L'influenza fredda del Mare di Ochotsk, che è coperto di ghiaccio per gran parte dell'anno, determina gran parte dell'ecologia della taiga dell'isola, anche quella delle latitudini relativamente meridionali. L'isola si estende tra 46 e 54 gradi nord. L'incontro tra correnti marine calde e fredde crea una forte umidità e sull'isola sono frequenti tempeste e nebbie.
L'isola è umida, con caratteristiche monsoniche. Le precipitazioni sono più elevate in estate e variano da 600 a 1200 mm all'anno a seconda della posizione, dell'altitudine, ecc. Nella riserva naturale di Poronajsk, nel sud-est dell'isola, si registrano più di 100 temporali all'anno, con precipitazioni medie di 600 mm all'anno e frequenti nebbie in estate.

## Flora e fauna
In linea generale, la copertura forestale di Sachalin varia dalla taiga «chiara», composta principalmente da specie di larice (Larix), nel nord dell'isola, alla taiga «scura» di abeti rossi (Picea) al centro e di abeti (Abies) nel sud. Lungo la costa si sviluppano distese di prato e alle quote più elevate un ambiente simile alla tundra. Nel nord, in terreni umidi e paludosi, cresce il larice delle Curili. Nelle catene montuose delle zone centrali e meridionali prevalgono l'abete rosso di Yezo e l'abete di Sachalin. Le specie endemiche sono rare, in quanto l'isola si è separata dalla terraferma solo di recente.

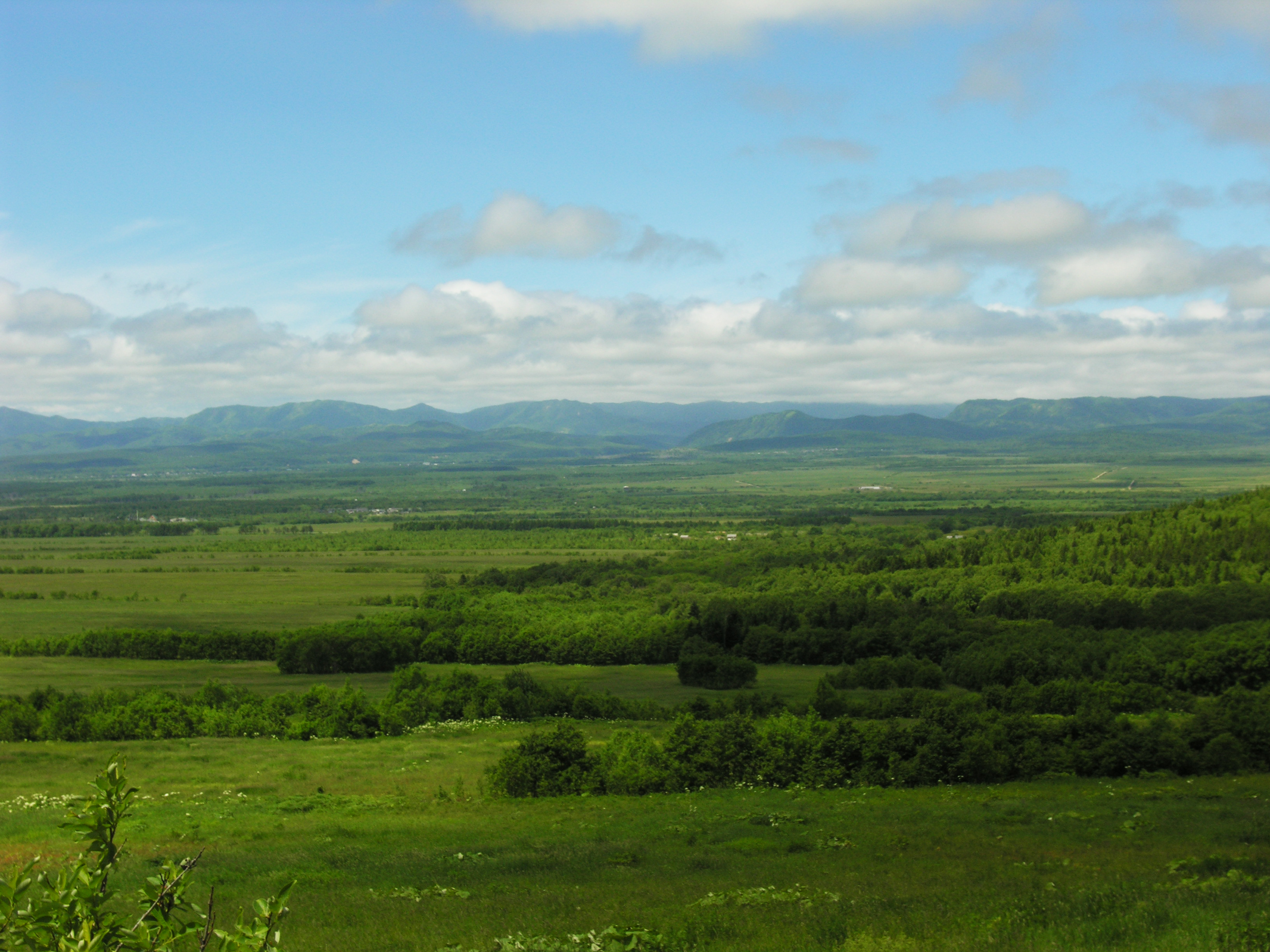
Paesaggio nei pressi di Južno-Sachalinsk.

I fiumi dell'isola sono un'importante zona di riproduzione per i pesci migratori, tra cui cipriniformi (carpe), gobidi (ghiozzi), cottidi (scazzoni) e salmonidi (salmoni, trote, ecc.). I fiumi di Sachalin costituiscono un'ecoregione d'acqua dolce a parte, «Bacini dell'isola di Sachalin, dei monti Sichotė-Alin' e dell'isola di Hokkaidō» (ID #641). I fiumi e i torrenti di questa ecoregione sono caratterizzati da tre livelli di piena, che può essere provocata dallo scioglimento delle nevi di pianura in primavera, dallo scioglimento delle nevi di montagna all'inizio dell'estate e dalle piogge monsoniche a fine estate.

## Minacce
La regione in passato ha sofferto di cattive pratiche di disboscamento. Oggi, l'industria del legname è un'attività economica importante nella parte centrale dell'ecoregione, sebbene possa portare all'erosione del suolo e al degrado dell'habitat. Nel nord dell'isola si stanno sviluppando giacimenti di produzione di gas.

## Aree protette
Sull'isola è presente un certo numero di aree protette di importanza regionale (zakaznik) e una di importanza nazionale:
- la riserva naturale di Poronajsk, una riserva naturale di classe 1a della IUCN (zapovednik), che copre un'area di 567 km².

## Popolazione
L'unica città presente nell'ecoregione è Južno-Sachalinsk, all'estremità meridionale dell'isola. Per il resto, la regione è scarsamente abitata.